# Atolinga (kommun)
Atolinga är en kommun i Mexiko.   Den ligger i delstaten Zacatecas, i den centrala delen av landet, 500 km nordväst om huvudstaden Mexico City. Antalet invånare är 2 738. Arean är 280 kvadratkilometer.
Terrängen i Atolinga är huvudsakligen kuperad, men den allra närmaste omgivningen är platt.
Följande samhällen finns i Atolinga:
- Atolinga
- Laguna Grande